# Албисола Марина (Савона)
Албисола Марина (итал. Albisola Marina) је насеље у Италији у округу Савона, региону Лигурија.
Према процени из 2011. у насељу је живело 5314 становника. Насеље се налази на надморској висини од 3 м.

## Становништво
Према резултатима пописа становништва 2011. у општини је живело 5.564 становника.
| 1931. | 1936. | 1951. | 1961. | 1971. | 1981. | 1991. | 2001. | 2011. |
| ----- | ----- | ----- | ----- | ----- | ----- | ----- | ----- | ----- |
| 2.154 | 2.242 | 3.134 | 5.067 | 6.148 | 6.240 | 5.945 | 5.623 | 5.564 |